# Witalij Kostin
Witalij Siemionowicz Kostin (ros. Виталий Семенович Костин, ur. 19 lutego 1938 we wsi Toguł w Kraju Ałtajskim, zm. 18 stycznia 2010 w Prokopjewsku) – brygadzista kopalni w Prokopjewsku, Bohater Pracy Socjalistycznej (1986).

## Życiorys
W 1958 ukończył technikum górnicze w Prokopjewsku, następnie pracował w kopalni, służył też w Armii Radzieckiej. Od 1961 członek KPZR, pracował jako majster górniczy i pomocnik szefa odcinka w kopalni, od 1973 kierował brygadą górników, która osiągnęła później rekordowe wyniki w wydobyciu węgla - w 1980 wydobywała 18 tysięcy ton węgla miesięcznie, a w marcu 1983 w ciągu 31 dni wydobyła 35383 tony węgla. Od 3 marca 1981 do 24 maja 1982 zastępca członka, a 1982-1990 członek KC KPZR. W 2008 otrzymał honorowe obywatelstwo obwodu kemerowskiego.

## Odznaczenia
- Medal Sierp i Młot Bohatera Pracy Socjalistycznej (4 marca 1986)
- Order Lenina (4 marca 1986)
- Order Czerwonego Sztandaru Pracy
- Medal „Za pracowniczą wybitność”

I medale.